# 光之美少女 All Stars DX3 傳達到未來！連結世界☆彩虹之花！
『電影 光之美少女 All Stars DX3 傳達到未來！連結世界☆虹色之花！』是日本於2011年3月19日上映。此作品是第三次結集光之美少女系列的結合作品，同時為光之美少女系列劇場版第十部紀念作。

## 故事簡介
青梅竹馬的北條響和南野奏是活力十足的初中二年級學生，兩人終於來到開張首日的大型購物中心之後卻發現，本來同行的哈咪眼睜睜的看著他從高處跳下去
，在滿眼時髦商舖的繁華之中，兩人終於找到了哈咪，但卻不經意、順勢闖進了活动廣場上正在舉行蕾她們的服裝秀。這時，像是希普蕾和可芙蕾的伙伴的妖精們大量的從天而降，甚至連玩具王國的塑料建築物和甜點王國美味的超大甜點也接連出現！正在大家想不透到底發生了什麼的時候，光之美少女們曾經對戰過的強敵們悉數登場，瞄準了連接世界的虹色之花（Prism Flower），想合謀把世界引向黑暗！如果虹色之花枯萎的話，世界將會變得四分五裂，光之美少女們再也無法見到哈咪它們了！既然如此，只好集結光之美少女們全員21人的力量，全力對抗巨大的黑暗力量！！！

## 登場人物

### 光之美少女／光之美少女Max Heart
美墨渚／黑天使（Cure Black）
配音：本名陽子（日本）；劉如蘋（台灣）
雪城穗乃香／雪天使（Cure White）
配音：野上尤加奈（日本）；林美秀（台灣）
九條光／夏妮露米納斯（Shiny Luminous）
配音：田中理惠（日本）；楊凱凱（台灣）
美波（Mepple）
配音：關智一（日本）；劉如蘋（台灣）
米波（Mipple）
配音：矢島晶子（日本）；趙樺（台灣）
保倫（Porun）
配音：池澤春菜（日本）；楊凱凱（台灣）
露露（Lulun）
配音：谷井飛鳥（日本）；林沛笭（台灣）
- 必殺技

露米納斯 閃耀之光（Luminous Heartiel Action）
光之美少女 亮晶晶黑白迴轉Max（Precure Marble Screw Max）
亮晶晶閃耀極限（Extreme Luminario）

### 光之美少女 Splash Star
日向咲／花天使／月天使（Cure Bloom／Cure Bright）
配音：樹元織江（日本）；趙樺（台灣）
美翔舞／舞天使／風天使（Cure Egret／Cure Windy）
配音：榎本溫子（日本）；林沛笭（台灣）
弗拉比（Flappy）
配音：山口勝平（日本）；劉如蘋（台灣）
喬比（Choppy）
配音：松來未祐（日本）；林沛笭（台灣）
姆姆（Mupu）
配音：淵崎有里子（日本）；林美秀（台灣）
芙芙（Fupu）
配音：岡村明美（日本）；林沛笭（台灣）
- 必殺技

光之美少女 轉轉星光 Splash（Precure Spiral Star Splash）
光之美少女 轉轉愛心 Splash（Precure Spiral Heart Splash）

### Yes! 光之美少女5／Yes! 光之美少女5 GoGo!
夢原希／夢天使（Cure Dream）
配音：三瓶由布子（日本）；楊凱凱（台灣）
夏木玲／火天使（Cure Rouge）
配音：竹內順子（日本）；趙樺（台灣）
春日野麗／檸檬天使（Cure Lemonade）
配音：伊瀨茉莉也（日本）；林美秀（台灣）
秋元小町／薄荷天使（Cure Mint）
配音：永野愛（日本）；楊凱凱（台灣）
水無月香戀／水天使（Cure Aqua）
配音：前田愛（日本）；林沛笭（台灣）
米露／美美野來未／紫天使（Milk／Milky Rose）
配音：仙台惠理（日本）；劉如蘋（台灣）
可可（Coco）
配音：草尾毅（日本）；林美秀（台灣）
果果（Nuts）
配音：入野自由（日本）；趙樺（台灣）
普普（Syrup）
配音：朴璐美（日本）；林美秀（台灣）
- 必殺技

光之美少女烈焰火球（Precure Fire Strike）
光之美少女光稜鎖鏈（Precure Prism Chain）
光之美少女翡翠圓盤（Precure Emerald Saucer）
光之美少女寶石弓箭（Precure Sapphire Arrow）
光之美少女花蝶流星（Precure Shooting Star）
光之美少女 幻彩玫瑰大爆發（Precure Rainbow Rose Explosion）
妙奇露絲 金屬玫瑰風暴（Milky Rose Metal Blizzard）

### 光之美少女：幸福精靈Fresh!
桃園愛／桃天使／愛情精靈（Cure Peach）
配音：沖佳苗（日本）；林美秀（台灣）
蒼乃美希／莓天使／希望精靈（Cure Berry）
配音：喜多村英梨（日本）；林沛笭（台灣）
山吹祈里／鳳梨天使／祈願精靈（Cure Pine）
配音：中川亞紀子（日本）；趙樺（台灣）
伊絲／東剎那／百香果天使／幸運精靈（Eas/Cure Passion）
配音：小松由佳（日本）；劉如蘋（台灣）
塔多（Tarte）
配音：松野太紀（日本）；李景唐（台灣）
希風（Chiffon）
配音：興梠里美（日本）；劉如蘋（台灣）
- 必殺技

幸運四葉草最終舞曲（Lucky Clover Grand Finale）
光之美少女 愛情陽光 fresh（Precure Love Sunshine Fresh）
光之美少女 希望洗禮 fresh（Precure Espoir Shower Fresh）
光之美少女 治癒祈禱 fresh（Precure Healing Prayer Fresh）
光之美少女 幸福旋風（Precure Happiness Hurricane）

### 光之美少女：甜蜜天使！
花咲蕾／花蕾天使（Cure Blossom）
配音：水樹奈奈（日本）；楊凱凱（台灣）
來海繪理香／海洋天使（Cure Marine）
配音：水澤史繪（日本）；林美秀（台灣）
明堂院樹／陽光天使（Cure Sunshine）
配音：桑島法子（日本）；劉如蘋（台灣）
月影百合／月光天使（Cure Moonlight）
配音：久川綾（日本）；林沛笭（台灣）
希普蕾（Chypre）
配音：川田妙子（日本）；林美秀（台灣）
可芙蕾（Coffret）
配音：熊井統子（日本）；林沛笭（台灣）
波普莉（Potpourri）
配音：菊池心（日本）；楊凱凱（台灣）
- 必殺技

陽光天使 閃光（Sunshine Flash）
海洋天使 射擊（Marine Shoot）
花蕾天使 陣風（Blossom Shower）
光之美少女 銀白強力音波（Precure Silver Fortewave）
光之美少女 閃耀超強音波（Precure Shining Fortissimo）
光之美少女 撼動心靈交響曲（Precure Heartcatch Orchestra）

### 光之美少女：美樂天使
北條響／旋律天使（Cure Melody）
配音：小清水亞美（日本）；楊凱凱（台灣）
南野奏／節奏天使（Cure Rhythm）
配音：折笠富美子（日本）；林沛笭（台灣）
哈咪（Hummy）
配音：三石琴乃（日本）；趙樺（台灣）
- 必殺技

光之美少女 熱情和聲（Precure Passionate Harmony）
光之美少女 音樂圓舞曲（Precure Music Rondo）
- 全體必殺技

光之美少女 組合拳擊（Precure Collaboration Punch）
由黑天使、 花天使、 夢天使 、桃天使、 花蕾天使和旋律天使集合使出拳擊，把敵人打至四散。

### 敵人
是次聚集的敵人主要為過去各系列獨立劇場版中登場的黑暗領袖，不論被殲滅與否，他們都以最邪惡的形態重生。
黑洞（Black Hole）
配音：山寺宏一（日本）；李景唐（台灣）
集合各代光之美少女打敗的電視版黑暗領袖，於宇宙盡誕生的最大怨念集合體。DX系列中的最大幕後主腦，利用一部分的力量分裂出全新的黑暗個體。覬覦著連接世界的「Prism Flower（彩虹之花）」，誓要消滅一切的光明，最終被全體光之美少女聯合使出的各自的最強必殺技消滅。
暗之領域魔女／迪比露（Dark Witch）
配音：勝生真沙子（日本）；劉如蘋（台灣）
於《電影 光之美少女 Max Heart》登場。
與弗利茲、弗洛茲聯手交戰雪天使、舞天使、冰天使、水天使、苺天使、海洋天使和節奏天使，最後超獸化被黑天使、雪天使以光之美少女 亮晶晶黑白迴轉Max打敗。
弗利茲（Freezen）、弗洛茲（Frozen）
配音：草尾毅、檜山修之（日本）；陳彥鈞、李景唐（台灣）
於《電影 光之美少女 Max Heart 2 雪空的朋友》登場。
與暗之領域魔女／迪比露聯手交戰雪天使、舞天使、冰天使、水天使、苺天使、海洋天使和節奏天使，最後被旋律天使、節奏天使以光之美少女 熱情和聲打敗。
沙羅影（Sirloin）
配音：速水獎（日本）；李景唐（台灣）
於《電影 光之美少女Ⅲ 滴嗒危機一髮》登場。
與穆舒凡聯手交戰黑天使、花天使、夢天使、桃天使、花蕾天使和旋律天使，最後超獸化被月天使、風天使以光之美少女 轉轉星光 Splash打敗。
鏡影（Shadow）
配音：朴璐美（日本）；趙樺（台灣）
於《電影 Yes! 光之美少女5 鏡之國的奇蹟大冒險!》登場。
捕捉妖精們時被露露、姆姆、芙芙、可可、果果、普普、塔多、希風、希普蕾、可芙蕾、波普莉和哈咪以奇跡手電筒打敗。
穆舒凡（Mushiban）
配音：大塚明夫（日本）；陳彥鈞（台灣）
於《電影 Yes! 光之美少女5GoGo! 甜點王國歡樂的生日聚會♪》登場。
與沙羅影聯手交戰黑天使、花天使、夢天使、桃天使、花蕾天使、旋律天使，最後超獸化被夢天使、火天使、星天使、冰天使和水天使先後以光之美少女寶石弓箭、光之美少女翡翠圓盤、光之美少女烈焰火球、光之美少女光稜鎖鏈、光之美少女花蝶流星 打敗。
玩具魔神（Toymajin）
配音：鹽屋浩三（日本）；陳彥鈞（台灣）
於《電影 光之美少女：幸福精靈Fresh! 玩具王國有很多秘密！？》登場。
與沙羅曼達男爵聯手交戰夏妮露米納斯、火天使、星天使、紫天使、鳳梨天使、百香果天使、陽光天使和月光天使，最後超獸化被桃天使、苺天使、鳳梨天使和百香果天使以幸運四葉草最終舞曲打敗。
沙羅曼達男爵（Baron Salamander）
配音：藤原啟治（日本）；陳彥鈞（台灣）
於《電影 光之美少女：甜蜜天使！：超級時尚秀在花之都...真的嗎！？》登場。
與玩具魔神聯手交戰夏妮露米納斯、火天使、星天使、紫天使、鳳梨天使、百香果天使、陽光天使和月光天使，最後超獸化被花蕾天使、海洋天使、陽光天使和月光天使先後以光之美少女 銀白強力音波、光之美少女 閃耀超強音波打敗。

## 主題曲
片頭曲
作詞：青木久美子，作曲：小杉保夫，編曲：大石憲一郎，主唱：工藤真由，和聲：五條真由美、
片尾曲
作詞：青木久美子、作曲：小杉保夫、編曲：鹽崎容正、主唱：Cure Rainbows（五條真由美、工藤真由、宮本佳那子、茂家瑞季、林桃子、池田彩）with 光之美少女 All Stars 21人，和聲：Young Fresh

## 製作人員
- 原作：東堂泉
- 監督：大塚隆史
- 劇本：村山功
- 原作人物設計：稻上晃、川村敏江、香川久、馬越嘉彦、高橋晃
- 電影人物設計、作畫監督：青山充
- 美術設計：平澤晃弘
- 美術監督：釘貫彩
- 攝影監督：高橋賢司
- CG監督：鈴木大介
- 色彩設計：澤田豊二
- 製作擔當：末竹憲
- 動畫製作：東映動畫
- 製作：光之美少女 All Stars DX3 製作委員會（東映動畫、東映、Bandai、旭通廣告、朝日放送、Marvelous Entertainment、木下工務店）

## 外部連結
- 光之美少女 All Stars DX3 傳達到未來！連結世界☆虹色之花（页面存档备份，存于）

| 東森幼幼台 星期日07:30~08:45     | 東森幼幼台 星期日07:30~08:45                                               | 東森幼幼台 星期日07:30~08:45 |
| -------------------------------- | -------------------------------------------------------------------------- | ---------------------------- |
|                                  | 光之美少女 All Stars DX3 傳達到未來！連結世界☆彩虹之花！ （2013年9月15日） |                              |
| Heartcatch 光之美少女劇場版 重播 | 我們這一家 重播                                                            |                              |